# Ramon Pinyol i Torrents
Ramon Pinyol i Torrents (Olesa de Montserrat, Baix Llobregat, 22 de juliol de 1953) és un historiador de la literatura, i professor d'educació secundària i professor universitari català.
Doctorat en filosofia i lletres per la Universitat Autònoma de Barcelona, Pinyol ha desenvolupat la seva tasca professional com a historiador de la literatura i en l'àmbit de la docència. Com a docent, ha exercit en l'ensenyament secundari i, posteriorment, ho ha fet també com a professor de la Facultat de Traducció, Educació i Ciències Humanes de la Universitat de Vic. També ha estat director de la càtedra Verdaguer d'Estudis Literaris de la mateixa Universitat. Als anys vuitanta publicà, conjuntament amb Glòria Casals, Núria Cot, Manuel Llanas i Llorenç Soldevila, manuals de llengua (Nexe: compendi d'història de la llengua) i literatura (Solc: literatura catalana amb textos comentats), a més d'una antologia literària (Garba: antologia de textos literaris catalans) i, també, edicions de textos amb finalitat didàctica, que tingueren una àmplia difusió.
L'any 2014 ingressà com a membre numerari de l'Institut d'Estudis Catalans (IEC), i el 2018 fou nomenat nou president de la Secció Històrico-Arqueològica de l'IEC, tot substituint en el càrrec Josep Massot i Muntaner.